# Mutum (ort)
Mutum är en ort i Brasilien.   Den ligger i kommunen Mutum och delstaten Minas Gerais, i den sydöstra delen av landet, 800 km sydost om huvudstaden Brasília. Mutum ligger 223 meter över havet och antalet invånare är 12 582.
Terrängen runt Mutum är kuperad åt nordost, men åt sydväst är den platt. Mutum är det största samhället i trakten.
Omgivningarna runt Mutum är huvudsakligen savann. Runt Mutum är det glesbefolkat, med 16 invånare per kvadratkilometer.